# 毛柄新木姜子
毛柄新木姜子（学名：Neolitsea ovatifolia var. puberula）为樟科新木姜子属下的一个变种。

## 扩展阅读
- 維基物種上的相關：毛柄新木姜子